# Gärdsjötjärnet, Värmland
Gärdsjötjärnet är en sjö i Grums kommun i Värmland och ingår i Göta älvs huvudavrinningsområde. Sjön har en area på 0,0778 kvadratkilometer och ligger 57 meter över havet. Sjön avvattnas av vattendraget Noret.

## Delavrinningsområde
Gärdsjötjärnet ingår i det delavrinningsområde (660396-133630) som SMHI kallar för Mynnar i Värmeln. Medelhöjden är 68 meter över havet och ytan är 3,29 kvadratkilometer. Det finns ett avrinningsområde uppströms, och räknas det in blir den ackumulerade arean 21,14 kvadratkilometer. Noret som avvattnar avrinningsområdet har biflödesordning 4, vilket innebär att vattnet flödar genom totalt 4 vattendrag innan det når havet efter 292 kilometer. Avrinningsområdet består mestadels av skog (55 procent), öppen mark (15 procent), jordbruk (15 procent) och sankmarker (11 procent). Avrinningsområdet har 0,08 kvadratkilometer vattenytor vilket ger det en sjöprocent på 2,4 procent.